# Persone di nome Józef
| Questa pagina contiene informazioni ricavate automaticamente dalle voci biografiche con l'ausilio del template Bio e di un bot. L'aggiornamento è periodico e automatico e ricostruisce completamente la pagina. Se manca una persona in questa lista, sei pregato di non aggiungerla, ma accertati piuttosto che la sua voce biografica contenga il template Bio e che i dati anagrafici siano correttamente compilati. Se il template Bio manca, inseriscilo tu stesso o, in alternativa, metti l'avviso {{tmp\|Bio}} che ne segnala la mancanza. Se i dati riportati sono sbagliati, correggi direttamente la voce biografica; le modifiche saranno visibili in questa lista entro pochi giorni. Per chiarimenti vedi il progetto antroponimi. La lista contiene solo le 89 persone che sono citate nell'enciclopedia e per le quali è stato implementato correttamente il template Bio. Pagina aggiornata al 16 ott 2024. |

Questa è una lista di persone presenti nell'enciclopedia che hanno il prenome Józef, suddivise per attività principale.

## Allenatori di calcio(1)
- Józef Kałuża, allenatore di calcio e calciatore polacco (Przemyśl, n. 1896 - Cracovia, † 1944)

## Allenatori di pallacanestro(1)
- Józef Pachla, allenatore di pallacanestro polacco (Tarnawa Niżna, n. 1915 - Varsavia, † 1990)

## Alpinisti(1)
- Jerzy Kukuczka, alpinista polacco (Katowice, n. 1948 - Lhotse, † 1989)

## Ammiragli(1)
- Józef Unrug, ammiraglio polacco (Brandeburgo sulla Havel, n. 1884 - Lailly-en-Val, † 1973)

## Architetti(1)
- Józef Gosławski, architetto polacco (Varsavia, n. 1865 - Baku, † 1904)

## Arcivescovi cattolici(9)
- Józef Bilczewski, arcivescovo cattolico polacco (Wilamowice, n. 1860 - Leopoli, † 1923)
- Józef Gawlina, arcivescovo cattolico polacco (Strzybnik, n. 1892 - Roma, † 1964)
- Józef Górzyński, arcivescovo cattolico polacco (Żelechów, n. 1959)
- Józef Guzdek, arcivescovo cattolico polacco (Chocznia, n. 1956)
- Józef Kowalczyk, arcivescovo cattolico polacco (Jadowniki Mokre, n. 1938)
- Józef Piotr Kupny, arcivescovo cattolico polacco (Dąbrówka Wielka, n. 1956)
- Józef Michalik, arcivescovo cattolico polacco (Zambrów, n. 1941)
- Józef Wesołowski, arcivescovo cattolico polacco (Mizerna, n. 1948 - Città del Vaticano, † 2015)
- Józef Mirosław Życiński, arcivescovo cattolico polacco (Nowa Wieś, n. 1948 - Roma, † 2011)

## Artisti(1)
- Józef Mehoffer, artista, pittore e decoratore polacco (Ropczyce, n. 1869 - Wadowice, † 1946)

## Attori(2)
- Józef Kostecki, attore polacco (n. 1923 - Varsavia, † 1980)
- Giuseppe Varni, attore polacco (Varsavia, n. 1902 - Roma, † 1965)

## Calciatori(8)
- Józef Janduda, ex calciatore polacco (Klostermansfeld, n. 1942)
- Józef Klose, ex calciatore polacco (Sławięcice, n. 1947)
- Józef Korbas, calciatore polacco (Cracovia, n. 1914 - Katowice, † 1981)
- Józef Kotlarczyk, calciatore polacco (Cracovia, n. 1907 - Bydgoszcz, † 1959)
- Józef Młynarczyk, ex calciatore polacco (Nowa Sól, n. 1953)
- Józef Słonecki, calciatore e allenatore di calcio polacco (Leopoli, n. 1899 - Bytom, † 1970)
- Józef Wandzik, ex calciatore polacco (Tarnowskie Góry, n. 1963)
- Józef Żymańczyk, ex calciatore e ex giocatore di calcio a 5 polacco (Tarnowiec, n. 1965)

## Cardinali(1)
- Józef Glemp, cardinale e arcivescovo cattolico polacco (Inowrocław, n. 1929 - Varsavia, † 2013)

## Cestisti(1)
- Józef Żyliński, cestista e allenatore di pallacanestro polacco (Vilnius, n. 1920 - Łódź, † 2014)

## Compositori(3)
- Józef Elsner, compositore, docente e musicologo polacco (Grodków, n. 1769 - Varsavia, † 1854)
- Józef Świder, compositore e pedagogo polacco (Czechowice-Dziedzice, n. 1930 - Katowice, † 2014)
- Allan Gray, compositore polacco (Tarnów, n. 1902 - Amersham, † 1973)

## Condottieri(1)
- Józef Potocki, condottiero polacco (Ivano-Frankivs'k, n. 1673 - Zalozce, † 1751)

## Diplomatici(1)
- Józef Lipski, diplomatico polacco (Ostrów Wielkopolski, n. 1894 - Washington, † 1958)

## Entomologi(1)
- Józef Razowski, entomologo polacco (Milówka, n. 1932)

## Filosofi(1)
- Józef Maria Bocheński, filosofo polacco (Czuszów, n. 1902 - Friburgo, † 1995)

## Fisici(1)
- Józef Rotblat, fisico polacco (Varsavia, n. 1908 - Londra, † 2005)

## Fondisti(1)
- Józef Rubiś, fondista e biathleta polacco (Zakopane, n. 1931 - Zakopane, † 2010)

## Generali(7)
- Józef Bem, generale polacco (Tarnów, n. 1794 - Aleppo, † 1850)
- Józef Chłopicki, generale polacco (Kapustyn, n. 1771 - Cracovia, † 1854)
- Józef Haller, generale, filantropo e politico polacco (Jurczyce, n. 1873 - Londra, † 1960)
- Józef Antoni Poniatowski, generale polacco (Vienna, n. 1763 - Lipsia, † 1813)
- Józef Sowiński, generale e patriota polacco (Varsavia, n. 1777 - Varsavia, † 1831)
- Józef Zając, generale e aviatore polacco (Rzeszów, n. 1891 - Ottawa, † 1963)
- Józef Zajączek, generale polacco (Kam"janec'-Podil's'kyj, n. 1752 - Varsavia, † 1826)

## Giuristi(1)
- Józef Pułaski, giurista polacco (Lublino, n. 1704 - Costantinopoli, † 1769)

## Ingegneri(1)
- Józef Kosacki, ingegnere e ufficiale polacco (Łapy, n. 1909 - Varsavia, † 1990)

## Lottatori(2)
- Józef Lipień, ex lottatore polacco (n. 1949)
- Józef Tracz, ex lottatore polacco (Żary, n. 1964)

## Medici(1)
- Józef Dietl, medico austriaco (Podbuże, n. 1804 - Cracovia, † 1878)

## Militari(1)
- Józef Broel-Plater, militare e bobbista polacco (Kombuļi, n. 1890 - Dachau, † 1941)

## Nobili(1)
- Józef Lubomirski, nobile e generale polacco (n. 1751 - Rivne, † 1817)

## Patrioti(1)
- Józef Wybicki, patriota, politico e poeta polacco (Będomin, n. 1747 - Manieczki, † 1822)

## Pediatri(1)
- Jozef Brudzinski, pediatra polacco (Bolewo, n. 1874 - Varsavia, † 1917)

## Pianisti(4)
- Józef Hofmann, pianista e compositore polacco (Podgórze, n. 1876 - Los Angeles, † 1957)
- Józef Kapustka, pianista polacco (Tarnów, n. 1969)
- Józef Turczyński, pianista, docente e musicologo polacco (Žytomyr, n. 1884 - Losanna, † 1953)
- Józef Wieniawski, pianista e compositore polacco (Lublino, n. 1837 - Bruxelles, † 1912)

## Pistard(1)
- Józef Lange, pistard polacco (Varsavia, n. 1897 - Varsavia, † 1972)

## Pittori(2)
- Józef Brandt, pittore polacco (Szczebrzeszyn, n. 1841 - Radom, † 1915)
- Józef Chełmoński, pittore polacco (Kocierzew Południowy, n. 1849 - Grodzisk Mazowiecki, † 1914)

## Poeti(2)
- Józef Gara, poeta polacco (n. 1929 - † 2013)
- Józef Bohdan Zaleski, poeta polacco (Bohatyrka, n. 1802 - Villepreux, † 1886)

## Politici(8)
- Józef Beck, politico polacco (Varsavia, n. 1894 - Singureni, † 1944)
- Józef Cyrankiewicz, politico polacco (Tarnów, n. 1911 - Varsavia, † 1989)
- Józef Oleksy, politico polacco (Nowy Sącz, n. 1946 - Varsavia, † 2015)
- Józef Maksymilian Ossoliński, politico e scrittore polacco (Wola Miliecka, n. 1748 - Vienna, † 1826)
- Józef Ossoliński, politico polacco (n. 1758 - Leopoli, † 1834)
- Józef Pińkowski, politico e economista polacco (Siedlce, n. 1929 - Varsavia, † 2000)
- Józef Świeżyński, politico polacco (n. 1868 - † 1948)
- Józef Zych, politico e giurista polacco (Giedlarowa, n. 1938)

## Presbiteri(3)
- Józef Hermanowicz, presbitero, scrittore e poeta bielorusso (Distretto di Ašmjany, n. 1890 - Londra, † 1976)
- Józef Kowalski, presbitero polacco (Siedliska, n. 1911 - Auschwitz, † 1942)
- Józef Świdnicki, presbitero e pubblicista ucraino (Oblast' di Vinnycja, n. 1936)

## Pugili(2)
- Józef Grudzień, pugile polacco (Piasek Wielki, n. 1939 - Pułtusk, † 2017)
- Józef Grzesiak, pugile polacco (Popów, n. 1941 - Breslavia, † 2020)

## Religiosi(2)
- Józef Cebula, religioso polacco (Malnia, n. 1902 - Mauthausen, † 1941)
- Józef Achilles Puchała, religioso polacco (Kosina, n. 1911 - † 1943)

## Rivoluzionari(1)
- Józef Piłsudski, rivoluzionario, generale e politico polacco (Zułów, n. 1867 - Varsavia, † 1935)

## Schermidori(1)
- Józef Nowara, schermidore polacco (Kostuchna, n. 1945 - Lussemburgo, † 1984)

## Scrittori(3)
- Józef Czapski, scrittore, pittore e militare polacco (Praga, n. 1896 - Maisons-Laffitte, † 1993)
- Józef Korzeniowski, scrittore polacco (Brody, n. 1797 - Dresda, † 1863)
- Józef Kremer, scrittore e filosofo polacco (Cracovia, n. 1806 - Cracovia, † 1875)

## Scultori(1)
- Józef Gosławski, scultore e medaglista polacco (Polanówka, n. 1908 - Varsavia, † 1963)

## Tiratori a segno(1)
- Józef Zapędzki, tiratore a segno polacco (Kazimierówka, n. 1929 - Breslavia, † 2022)

## Triplisti(1)
- Józef Szmidt, triplista polacco (Miechowice, n. 1935 - Zagozd, † 2024)

## Vescovi cattolici(3)
- Józef Sebastian Pelczar, vescovo cattolico polacco (Korczyna, n. 1842 - Przemyśl, † 1924)
- Józef Wróbel, vescovo cattolico polacco (Bestwina, n. 1952)
- Józef Załuski, vescovo cattolico e politico polacco (Luc'k, n. 1702 - Kaluga, † 1774)

## Wrestler(1)
- Ivan Putski, ex wrestler polacco (Cracovia, n. 1941)

## Senza attività specificata(1)
- Józef e Wiktoria Ulma,  polacco (Markowa, n. 1900 - † 1944)